# Falsehultsmyren
Falsehultsmyren este o arie protejată (arie specială de conservare — SAC, sit de importanță comunitară — SCI) din Suedia întinsă pe o suprafață de 5,4 ha, integral pe uscat.

## Localizare
Centrul sitului Falsehultsmyren este situat la coordonatele 56°25′38″N 14°31′56″E / 56.4272°N 14.5322°E.

## Înființare
Situl Falsehultsmyren a fost declarat sit de importanță comunitară în aprilie 2004 pentru a proteja un număr necunoscut de specii din flora spontană și fauna sălbatică aflate în arealul zonei. Situl a fost protejat și ca arie specială de conservare în martie 2011.

## Biodiversitate
Situată în ecoregiunea boreală, aria protejată conține 2 habitate naturale: Taiga vestică, Mlaștini împădurite.
La baza desemnării sitului se află un număr nedeclarat de specii protejate.